# Orde van Verdienste voor het Moederland in de Strijdkrachten van de Sovjet-Unie
De Orde van Verdienste voor het Moederland in de Strijdkrachten van de Sovjet-Unie (Russisch: "Орден "За службу Родине в Вооружённых Силах СССР"; Orden "Za sloezjboe Rodine v Vooroezjonnich Silach SSSR") was bestemd voor leger, marine, luchtmacht, grenstroepen en gewapende eenheden van het Ministerie van Binnenlandse Zaken voor "voorbeeldige dienst in oorlog- en vredestijd". De Orde werd  op 28 oktober 1974 ingesteld door de Opperste Sovjet van de Sovjet-Unie en in 1976 voor het eerst uitgereikt, op 19 december 1991 werd voor het laatst een ster van deze orde uitgereikt. De Orde is met de Sovjet-Unie verdwenen.
De Eerste Klasse werd slechts dertienmaal verleend wat deze ster tot de zeldzaamste onderscheiding van de Sovjet-Unie maakt, de Tweede Klasse 589 keer en de Derde Klasse 69.567 keer.
De Orde was gelijk in rang aan de Orde van de Glorie maar minder in aanzien dan de Orde van de Rode Ster. Iedere drager van de orde Orde van Verdienste voor het Moederland in de Strijdkrachten van de Sovjet-Unie kreeg eerst de ster van de Derde Klasse en kon dan worden bevorderd. Dragers hadden recht op een hoger pensioen en mochten kosteloos gebruikmaken van het Openbaar Vervoer in de steden.
Het voorstel om voor het eerst na de Tweede Wereldoorlog weer een militaire orde in te stellen kwam van de Minister van Defensie van de USSR, Maarschalk van de Sovjet-Unie Grechko. Het ontwerp is van de hand van Kolonel der Reserve LD Pilipenko, ingenieur aan de Militaire Dzerzhinsky Academie. De Munt in Leningrad heeft de sterren vervaardigd.

## Versierselen
| Eerste Klasse | Tweede Klasse | Derde Klasse |
| ------------- | ------------- | ------------ |
|               |               |              |
| Baton         |               |              |
|               |               |              |

De sterren zijn van verguld zilver, blauw geëmailleerd zilver, zilver en geoxideerd zilver. Men draagt ze op de rechterborst. De sterren worden niet aan een lint gedragen maar Russische militairen droegen een baton op de linkerborst om het bezit van de ster te laten zien. De ster zelf wordt met een pin en een moer bevestigd.